# Fernand Nisot
Fernand Marie Nisot (ur. 11 kwietnia 1895 w Brukseli, zm. 31 lipca 1973 w Putte) – belgijski piłkarz występujący podczas kariery na pozycji napastnika. Złoty medalista z Antwerpii.

## Życiorys
Nisot całą swoją karierę spędził w Léopold FC.
Debiut w reprezentacji Belgii zaliczył 30 kwietnia 1911 roku w wygranym 7:1 towarzyskim meczu z reprezentacją Francji. Pierwszego gola w drużynie narodowej zdobył 10 marca 1912 roku w przegranym 2:1 meczu z reprezentacją Holandii.  Wraz z kolegami zdobył złoty medal na Letnich Igrzyskach Olimpijskich 1920 w Antwerpii. Belgowie po kolei pokonywali reprezentacje Hiszpanii, Holandii oraz Czechosłowacji. Nisot zagrał w meczu tylko z Hiszpanami. Ogólnie w kadrze zdobył 10 bramek w 14 spotkaniach.

### Występy w reprezentacji w danym roku
| Repreezentacja | Rok     | Mecze | Bramki |
| -------------- | ------- | ----- | ------ |
| Belgia         | 1911    | 1     | 0      |
| Belgia         | 1912    | 4     | 4      |
| Belgia         | 1913    | 4     | 5      |
| Belgia         | 1914    | 4     | 1      |
| Belgia         | 1920    | 1     | 0      |
| Ogólnie        | Ogólnie | 14    | 10     |